# Velocidad

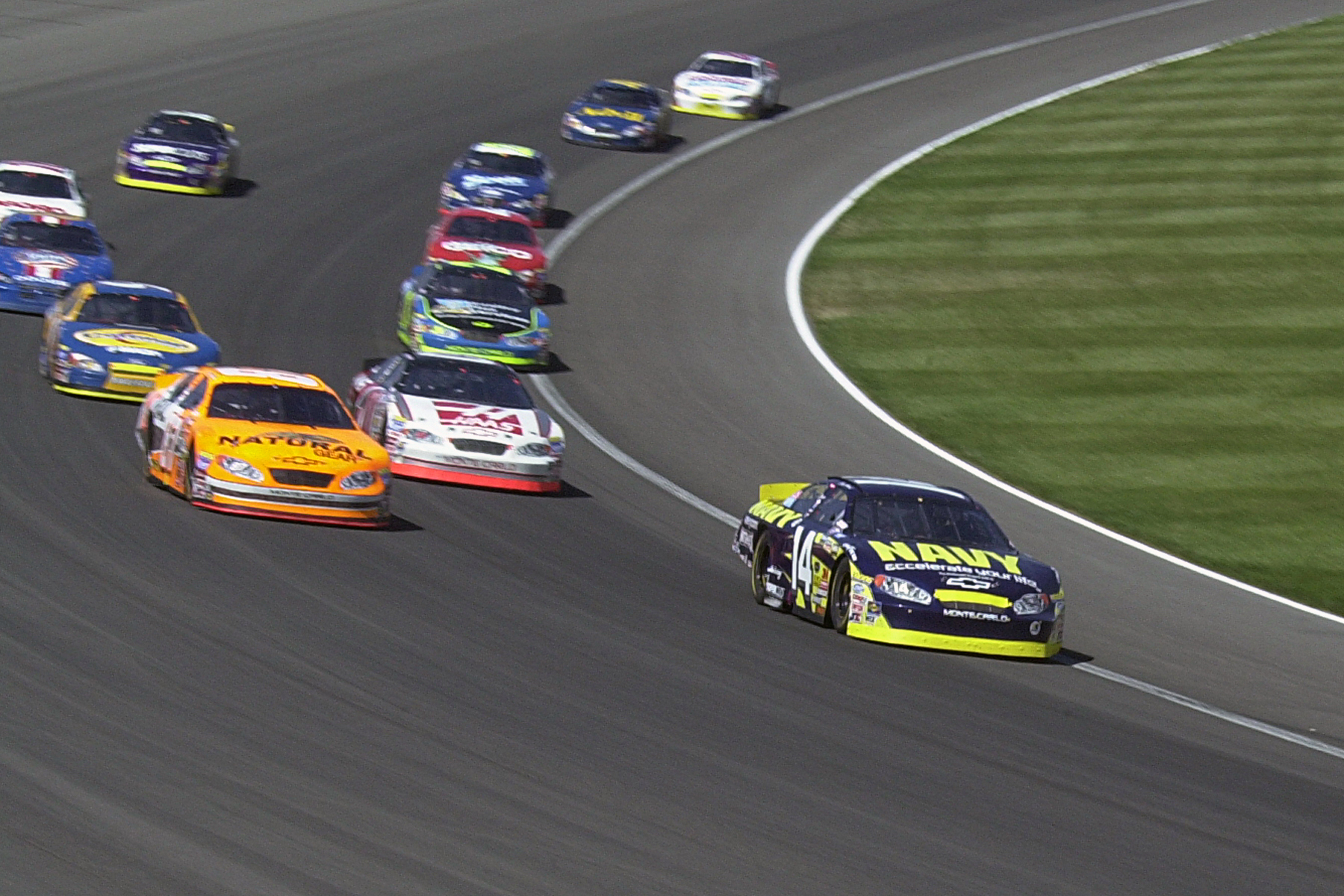
En virtud del carácter vectorial de la velocidad, cuando se produce un cambio en la dirección del movimiento, la velocidad cambia, incluso si la celeridad permanece constante. En la imagen, cuando los coches de carrera toman la curva, su velocidad cambia de dirección.

La velocidad es el cambio de posición de un objeto con respecto al tiempo [t]. En física se representa con: {\displaystyle \mathbf {v} \,}o   {\displaystyle {\vec {v}}\,}. En análisis dimensional sus dimensiones son: [L]/[t]. Su unidad en el Sistema Internacional de Unidades es el metro por segundo (símbolo, m/s).  
En educación física es la capacidad física que permite realizar un movimiento en el menor tiempo posible. De manera genérica se podría decir que la velocidad aumenta con la fuerza. Velocidad.
En matemática vectorial se puede entender por velocidad que esta incluye a la dirección del movimiento, de modo que dos objetos moviéndose en direcciones opuestas pero igual velocidad pueden tener un vector de velocidad distinto. A veces, y en estos contextos, para distinguir esta ambigüedad se proponen los términos rapidez o celeridad para referirse a la magnitud, o valor absoluto del vector velocidad. Por ejemplo, "5 metros por segundo" es una velocidad, mientras que "5 metros por segundo al oeste" también es una velocidad, vectorial. Si al pasar el tiempo la velocidad se mide como "5 metros por segundo al norte", entonces el objeto tiene una velocidad cambiante, pero una rapidez constante, y se considera que está sufriendo una aceleración.

## Historia
Aristóteles estudió los fenómenos físicos sin llegar a conceptualizar una noción de velocidad. En efecto, sus explicaciones (que posteriormente se demostrarían incorrectas) solo describían los fenómenos inherentes al movimiento sin usar las matemáticas como herramienta.
Fue Galileo Galilei quien, estudiando el movimiento de los cuerpos en un plano inclinado, formuló el concepto de velocidad.  Para ello, fijó un patrón de unidad de tiempo, como por ejemplo 1 segundo, y midió la distancia recorrida por un cuerpo en cada unidad de tiempo. De esta manera, Galileo desarrolló el concepto de la velocidad como la distancia recorrida por unidad de tiempo. A pesar del gran avance que representó la introducción de esta nueva noción, sus alcances se limitaban a los alcances mismos de las matemáticas. Por ejemplo, era relativamente sencillo calcular la velocidad de un móvil que se desplazase a velocidad constante, puesto que en cada unidad de tiempo recorre distancias iguales. También lo era calcular la velocidad de un móvil con aceleración constante, como es el caso un cuerpo en caída libre. Sin embargo, cuando la velocidad del objeto variaba de forma más complicada, Galileo no disponía de herramientas matemáticas que le permitiesen determinar  la velocidad instantánea de un cuerpo. 
Fue recién en el siglo XVI, con el desarrollo del cálculo por parte de Isaac Newton y Gottfried Leibniz, cuando se pudo solucionar la cuestión de obtener la velocidad instantánea de un cuerpo. Esta está determinada por la derivada del vector de posición del objeto respecto del tiempo.
Las aplicaciones de la velocidad, con el uso de Cálculo, es una herramienta fundamental en Física e Ingeniería, extendiéndose en prácticamente todo fenómeno que implique cambios de posición respecto del tiempo, esto es, que implique movimiento.
Un término relacionado con la velocidad es el de celeridad. En el lenguaje cotidiano se emplea frecuentemente el término velocidad para referirse a la celeridad. En física se hace una distinción entre ambas, ya que la celeridad es una magnitud escalar que representa el módulo de la velocidad. De manera muy sencilla, si se dice que una partícula se mueve con una velocidad de 10 m/s, se está haciendo referencia a su celeridad; por el contrario, si además se especifica la dirección en que se mueve, se está haciendo referencia a su velocidad.

## Nociones generales
Inicialmente, la noción de velocidad se basó la noción de velocidad media en un intervalo. Con el advenimiento del cálculo diferencial se introdujo la noción moderna. Dividir una distancia entre un tiempo parecía tan falso como la suma de estos dos valores podría parecer hoy. Así, para saber si un cuerpo iba más rápido que otro, Galileo (1564-1642) comparó la relación de las distancias recorridas por estos cuerpos con la relación de los tiempos correspondientes. Por ello aplicó la siguiente equivalencia:
{\displaystyle {\frac {s_{1}}{s_{2}}}\leq {\frac {t_{1}}{t_{2}}}\Leftrightarrow {\frac {s_{1}}{t_{1}}}\leq {\frac {s_{2}}{t_{2}}}}
La noción de velocidad instantánea fue definida formalmente por primera vez por Pierre Varignon (1654-1722) el 5 de julio de 1698, como la relación de una longitud infinitamente pequeña dx respecto a un tiempo infinitamente pequeño dt emprendido en el reconocimiento de esta longitud. Por ello, sirve el formalismo del círculo diferencial que ha sido planteado en el punto, catorce años antes de Leibniz. (1646-1716).

### Velocidad constante vs. aceleración
Para tener una velocidad constante, un objeto debe tener una velocidad constante en una dirección constante. La dirección constante obliga al objeto a moverse en una trayectoria recta, por lo que una velocidad constante significa un movimiento en línea recta a una velocidad constante.
Por ejemplo, un coche que se mueve a una velocidad constante de 20 kilómetros por hora en una trayectoria circular tiene una velocidad angular constante, pero no tiene una velocidad constante porque su dirección cambia. Por lo tanto, se considera que el coche está sufriendo una aceleración.

### Diferencia entre velocidad y rapidez

Cantidades cinemáticas de una partícula clásica: masa m, posición r, velocidad v, aceleración a

La rapidez (o celeridad) es el módulo del vector de velocidad, denota únicamente la celeridad con la que se mueve un objeto.

## Velocidad en mecánica clásica

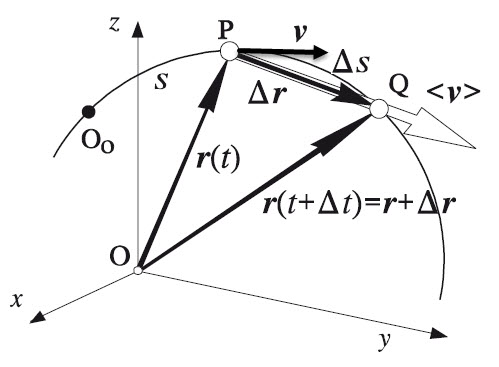
Definición de los vectores velocidad media e instantánea.

### Velocidad media
La velocidad media se define como el cambio de posición durante un intervalo de tiempo considerado. Se calcula dividiendo el vector desplazamiento (Δr) entre el  escalar tiempo (Δt) empleado en efectuarlo:

{\displaystyle \mathbf {\bar {v}} ={\frac {\Delta \mathbf {r} }{\Delta t}}}

De acuerdo con esta definición, la velocidad media es una magnitud vectorial (ya que es el resultado de dividir un vector entre un escalar).
Por otra parte, si se considera la distancia recorrida sobre la trayectoria durante un intervalo de tiempo dado, tenemos la velocidad media sobre la trayectoria o celeridad media, la cual es una magnitud escalar. La expresión anterior se escribe en la forma:

{\displaystyle {\bar {v}}={\frac {\Delta s}{\Delta t}}}

El módulo del vector velocidad media, en general, es diferente al valor de la velocidad media sobre la trayectoria. Solo serán iguales si la trayectoria es rectilínea y si el móvil solo avanza (en uno u otro sentido) sin retroceder.
Por ejemplo, si un objeto recorre una distancia de 10 m sobre la trayectoria en un lapso de 3 s, el módulo de su velocidad media sobre la trayectoria es:

{\displaystyle v={\frac {\Delta s}{\Delta t}}={\frac {10}{3}}=3,{\hat {3}}\,\,{\text{m/s}}}

### Velocidad instantánea
La velocidad instantánea es un vector tangente a la trayectoria, corresponde a la derivada del vector posición respecto al tiempo.
Permite conocer la velocidad de un móvil que se desplaza sobre una trayectoria cuando el intervalo de tiempo es infinitamente pequeño, siendo entonces el espacio recorrido también muy pequeño, representando un punto de la trayectoria. La velocidad instantánea es siempre tangente a la trayectoria.

{\displaystyle \mathbf {v} =\lim _{\Delta t\to 0}{\frac {\Delta \mathbf {r} }{\Delta t}}={\frac {d{\mathbf {r} }}{dt}}}

En forma vectorial, la velocidad es la derivada del vector posición respecto al tiempo:

{\displaystyle \mathbf {v} ={\frac {ds}{dt}}\ \mathbf {u} _{t}={\frac {d{\mathbf {r} }}{dt}}}

donde {\displaystyle \mathbf {u} _{t}} es un vector (vector de módulo unidad) de dirección tangente a la trayectoria del cuerpo en cuestión y {\displaystyle \mathbf {r} } es el vector posición, ya que en el límite los diferenciales de espacio recorrido y posición coinciden.
En coordenades cartesianas
{\displaystyle {\begin{aligned}{\frac {{\overset {\to }{\mathop {r_{B}} }}\,-{\overset {\to }{\mathop {r_{A}} }}\,}{t_{B}-t_{A}}}&={\frac {\left(x_{B},y_{B},z_{B}\right)-\left(x_{A},y_{A},z_{A}\right)}{t_{B}-t_{A}}}\\&={\frac {\left(\left[x_{B}-x_{A}\right],\left[y_{B}-y_{A}\right],\left[z_{B}-z_{A}\right]\right)}{t_{B}-t_{A}}}\\&=\left({\frac {x_{B}-x_{A}}{t_{B}-t_{A}}},{\frac {y_{B}-y_{A}}{t_{B}-t_{A}}},{\frac {z_{B}-z_{A}}{t_{B}-t_{A}}}\right)\\&=\left(v_{x},v_{y},v_{z}\right)\\\end{aligned}}}
donde
{\displaystyle v_{x}={\frac {x_{B}-x_{A}}{t_{B}-t_{A}}},\quad v_{y}={\frac {y_{B}-y_{A}}{t_{B}-t_{A}}},\quad v_{z}={\frac {z_{B}-z_{A}}{t_{B}-t_{A}}}}

### Velocidad promedio
La velocidad promedio es el promedio de la magnitud de la velocidad final e inicial concluyendo a la aceleración constante:
{\displaystyle v_{prom}={\frac {v_{f}+v_{0}}{2}}}

### Celeridad instantánea
La celeridad o rapidez instantánea es una magnitud escalar definida como el módulo de la velocidad instantánea, esto es, el módulo del vector velocidad en un instante dado. Se la expresa como:

(6){\displaystyle {\text{celeridad}}=v=\left|\mathbf {v} \right|=\left|{\frac {d\mathbf {r} }{dt}}\right|={\frac {ds}{dt}}{{\mathbf {u} }_{t}}}

de modo que también podemos expresar la velocidad en función de la celeridad en la forma:

(7){\displaystyle \mathbf {v} =v\,{{\mathbf {u} }_{t}}}

siendo {\displaystyle \mathbf {u} _{t}} el versor tangente a la trayectoria en ese instante.

### Velocidad relativa
El cálculo de velocidades relativas en mecánica clásica es aditivo y encaja con la intuición común sobre velocidades; de esta propiedad de la aditividad surge el método de la velocidad relativa. La velocidad relativa entre dos observadores A y B es el valor de la velocidad de un observador medida por el otro. Las velocidades relativas medidas por A y B serán iguales en valor absoluto, pero de signo contrario. Denotaremos al valor la velocidad relativa de un observador B respecto a otro observador A como {\displaystyle \mathbf {v} _{\text{BA}}\;}.
Dadas dos partículas A y B, cuyas velocidades medidas por un cierto observador son {\displaystyle \mathbf {v} _{\text{A}}\,} y {\displaystyle \mathbf {v} _{\text{B}}\,}, la velocidad relativa de B con respecto a A se denota como {\displaystyle \mathbf {v} _{\text{BA}}\;} y viene dada por:

(8){\displaystyle \mathbf {v} _{\text{BA}}=\mathbf {v} _{\text{B}}-\mathbf {v} _{\text{A}}}

Naturalmente, la velocidad relativa de A con respecto a B se denota como {\displaystyle \mathbf {v} _{\text{AB}}\;} y viene dada por:

(9){\displaystyle \mathbf {v} _{\text{AB}}=\mathbf {v} _{\text{A}}-\mathbf {v} _{\text{B}}}

de modo que las velocidades relativas {\displaystyle \mathbf {v} _{\text{BA}}\;} y {\displaystyle \mathbf {v} _{\text{AB}}\;} tienen el mismo módulo, pero dirección contraria.
De la expresiones anteriores obtenemos:

(10){\displaystyle {\begin{aligned}&{{\mathbf {v} }_{\text{A}}}={{\mathbf {v} }_{\text{AB}}}+{{\mathbf {v} }_{\text{B}}}\\&{{\mathbf {v} }_{\text{B}}}={{\mathbf {v} }_{\text{BA}}}+{{\mathbf {v} }_{\text{A}}}\\\end{aligned}}}

que nos permiten calcular vectorialmente la velocidad de A cuando se conoce su velocidad respecto de B y la velocidad de B. A estas expresiones se las denomina ley de adición de velocidades.

### Velocidad angular
La velocidad angular no es propiamente una velocidad en el sentido anteriormente definido, ya que no se refiere al desplazamiento de un cuerpo sobre una trayectoria a un movimiento de rotación. Aunque no es propiamente una velocidad una vez conocida la velocidad de un punto de un sólido y la velocidad angular del sólido se puede determinar la velocidad instantánea del resto de puntos del sólido.
En el tratamiento angular de los movimientos circulares, se produce una velocidad angular a la variación del ángulo -o posición angular- en el tiempo. La velocidad angular se representa por la letra griega {\displaystyle \omega } y se mide, en el SI, en radianes por segundo (rad/s). Se define matemáticamente como:
Velocidad angular media
{\displaystyle \omega _{m}={\frac {\Delta \phi }{\Delta t}}={\frac {\phi -\phi _{0}}{t-t_{0}}}={\frac {\phi _{B}-\phi _{A}}{t_{B}-t_{A}}}}
Velocidad angular instantánea
{\displaystyle \omega ={\underset {\Delta t\to 0}{\mathop {\lim } }}\,{\frac {\Delta \phi }{\Delta t}}={\underset {t_{B}\to t_{A}}{\mathop {\lim } }}\,{\frac {\phi _{B}-\phi _{A}}{t_{B}-t_{A}}}={\underset {t_{B}\to t_{A}}{\mathop {\lim } }}\,{\frac {\phi (t_{B})-\phi (t_{A})}{t_{B}-t_{A}}}={\frac {d\phi }{dt}}}
Porque la velocidad angular ya está completamente determinada y no tiene que ver con el valor que se ha expresado antes. Falta identificar en qué lugar de la trayectoria está el punto y en qué sentimiento gira. Esto se hace con el vector velocidad angular. La magnitud anterior es el módulo de este vector. La dirección es la de la recta perpendicular al plano de la trayectoria y el sentido de avance que gira en el mismo sentido que el punto.
En un movimiento circular la velocidad angular se relaciona con la velocidad tangencial a través de las expresiones:
Vectorialmente: {\displaystyle {\vec {v}}={\vec {\omega }}\times {\vec {r}}}
Modularmente: {\displaystyle v=\omega \cdot R}
Donde R es el radio de la circunferencia que describe la trayectoria y la velocidad angular está expresada en radianes por segundo.

### Composición de velocidades
La composición de velocidades consiste en calcular la velocidad que tiene un punto medido en un determinado sistema de referencia, por ejemplo un sistema galileano, respecto del que se dice que es la velocidad absoluta vab, a partir de la velocidad respectiva de un otro sistema de referencia que se hace respecto a la primera velocidad relativa anomenada v rel saben el movimiento del sistema de referencia relativo respecto al absoluto.
En general es té:
{\displaystyle {\overset {\to }{\mathop {v} }}\,_{abs}={\overset {\to }{\mathop {v} }}\,_{rel}+{\overset {\to }{\mathop {v} }}\,_{arr}}
donde 'varr se  denomina 'velocidad de arrastre'.
La velocidad de arrastre es la velocidad que vincula el punto respecto a la referencia absoluta si se fija respecto a la referencia relativa. Se puede calcular con la fórmula:
{\displaystyle {\overset {\to }{\mathop {v} }}\,_{arr}={\overset {\to }{\mathop {v} }}\,_{abs}\left(O\right)+{\overset {\to }{\mathop {\omega } }}\,_{arr}\wedge {\overset {\to }{\mathop {r} }}\,_{rel}}
donde 
- {\displaystyle {\overset {\to }{\mathop {v} }}\,_{abs}\left(O\right)} es la velocidad del origen de la referencia relativa respecto de la referencia absoluta,
- {\displaystyle {\overset {\to }{\mathop {r} }}\,_{rel}} es el vector posición del punto respecto a la referencia relativa y
- {\displaystyle {\overset {\to }{\mathop {\omega } }}\,_{arr}} es el vector velocidad angular de la referencia relativa respecto de la referencia absoluta.

| Demostración |
| --- |
| \| Para obtener la expresión que permite calcular la velocidad absoluta a partir de la velocidad relativa y del movimiento de la referencia relativa respecto de la referencia absoluta, es parte de la expresión que permite calcular el vector de posición medido en la referencia absoluta a partir del medido en la referencia relativa: {\displaystyle {\overset {\to }{\mathop {r} }}\,_{abs}={\overset {\to }{\mathop {r} }}\,_{abs}\left(O\right)+{\overset {\to }{\mathop {r} }}\,_{rel}} donde {\displaystyle {\overset {\to }{\mathop {r} }}\,_{abs}\left(O\right)} es el vector posición del origen de la referencia relativa respecto de la referencia absoluta. Derivando respecto al tiempo para obtener la velocidad se obtiene: {\displaystyle {\begin{aligned}&{\overset {\to }{\mathop {v} }}\,_{abs}={\frac {d{\overset {\to }{\mathop {r} }}\,_{abs}}{dt}}\\&={\frac {d}{dt}}\left({\overset {\to }{\mathop {r} }}\,_{abs}\left(O\right)+{\overset {\to }{\mathop {r} }}\,_{rel}\right)\\&={\frac {d}{dt}}{\overset {\to }{\mathop {r} }}\,_{abs}\left(O\right)+{\frac {d}{dt}}{\overset {\to }{\mathop {r} }}\,_{rel}\\\end{aligned}}} El significado de la derivada temporal de la posición del origen de la referencia relativa es claro, es la velocidad del origen de la referencia relativa, por tanto: {\displaystyle {\overset {\to }{\mathop {v} }}\,_{abs}={\overset {\to }{\mathop {v} }}\,_{abs}\left(O\right)+{\frac {d}{dt}}{\overset {\to }{\mathop {r} }}\,_{rel}} Para entender el significado de la derivada de la posición relativa respecto al tiempo hay que tener presente que la posición relativa es un vector tal que sus componentes están multiplicados por los vectores directores de la base móvil, por lo que, para derivarlo respecto al tiempo, se tiene: {\displaystyle {\begin{aligned}{\overset {\to }{\mathop {r} }}\,_{rel}&=x{\overset {\to }{\mathop {e_{x}} }}\,+y{\overset {\to }{\mathop {e_{y}} }}\,+z{\overset {\to }{\mathop {e_{z}} }}\,\\{\frac {d}{dt}}{\overset {\to }{\mathop {r} }}\,_{rel}&={\frac {d}{dt}}\left(x{\overset {\to }{\mathop {e_{x}} }}\,\right)+{\frac {d}{dt}}\left(y{\overset {\to }{\mathop {e_{y}} }}\,\right)+{\frac {d}{dt}}\left(z{\overset {\to }{\mathop {e_{z}} }}\,\right)\\&=\left({\frac {d}{dt}}x\right){\overset {\to }{\mathop {e_{x}} }}\,+\left({\frac {d}{dt}}y\right){\overset {\to }{\mathop {e_{y}} }}\,+\left({\frac {d}{dt}}z\right){\overset {\to }{\mathop {e_{z}} }}\,+x{\frac {d}{dt}}{\overset {\to }{\mathop {e_{x}} }}\,+y{\frac {d}{dt}}{\overset {\to }{\mathop {e_{y}} }}\,+z{\frac {d}{dt}}{\overset {\to }{\mathop {e_{z}} }}\,\\\end{aligned}}} Los tres primeros componentes son las derivaciones de los componentes de la posición respecto a la referencia relativa multiplicados por los vectores directores de la referencia relativa, por lo tanto, es el vector velocidad relativa {\displaystyle {\overset {\to }{\mathop {v_{rel}} }}\,}. Substituyéndolo queda de la siguiente manera: {\displaystyle {\overset {\to }{\mathop {v} }}\,_{abs}={\overset {\to }{\mathop {v} }}\,_{abs}\left(O\right)+{\overset {\to }{\mathop {v} }}\,_{rel}+x{\frac {d}{dt}}{\overset {\to }{\mathop {e_{x}} }}\,+y{\frac {d}{dt}}{\overset {\to }{\mathop {e_{y}} }}\,+z{\frac {d}{dt}}{\overset {\to }{\mathop {e_{z}} }}\,} (1) Al derivar cada uno de los vectores directores de la referencia relativa respecto al tiempo en general se obtiene un vector por cada uno que tiene tres componentes: {\displaystyle {\begin{aligned}&{\frac {d}{dt}}{\overset {\to }{\mathop {e_{x}} }}\,=\omega _{xx}{\overset {\to }{\mathop {e_{x}} }}\,+\omega _{xy}{\overset {\to }{\mathop {e_{y}} }}\,+\omega _{xz}{\overset {\to }{\mathop {e_{z}} }}\,\\&{\frac {d}{dt}}{\overset {\to }{\mathop {e_{y}} }}\,=\omega _{yx}{\overset {\to }{\mathop {e_{x}} }}\,+\omega _{yy}{\overset {\to }{\mathop {e_{y}} }}\,+\omega _{yz}{\overset {\to }{\mathop {e_{z}} }}\,\\&{\frac {d}{dt}}{\overset {\to }{\mathop {e_{z}} }}\,=\omega _{zx}{\overset {\to }{\mathop {e_{x}} }}\,+\omega _{zy}{\overset {\to }{\mathop {e_{y}} }}\,+\omega _{zz}{\overset {\to }{\mathop {e_{z}} }}\,\\\end{aligned}}} En la nota matricial también se pueden expresar los tres últimos componentes como: {\displaystyle \left(x{\frac {d}{dt}}{\overset {\to }{\mathop {e_{x}} }}\,\right)+\left(y{\frac {d}{dt}}{\overset {\to }{\mathop {e_{y}} }}\,\right)+\left(z{\frac {d}{dt}}{\overset {\to }{\mathop {e_{z}} }}\,\right)=\left({\begin{matrix}x&y&z\\\end{matrix}}\right)\cdot \left({\begin{matrix}\omega _{xx}&\omega _{xy}&\omega _{xz}\\\omega _{yx}&\omega _{yy}&\omega _{yz}\\\omega _{zx}&\omega _{zy}&\omega _{zz}\\\end{matrix}}\right)\centerdot \left({\begin{matrix}{\overset {\to }{\mathop {e_{x}} }}\,\\{\overset {\to }{\mathop {e_{y}} }}\,\\{\overset {\to }{\mathop {e_{z}} }}\,\\\end{matrix}}\right)} Sin embargo, el hecho de que los directores de vectores tengan un módulo constante (=1) debe ser ωxx = ωyy = ωzz = 0. Además de ser perpendiculares entre ellos y seguir siéndolo en todo momento ha de ser ωyx = -ωxy, ωzx = -ωxz i ωzy = -ωyz, por lo que la expresión se puede escribir: {\displaystyle {\begin{aligned}&\left(x{\frac {d}{dt}}{\overset {\to }{\mathop {e_{x}} }}\,\right)+\left(y{\frac {d}{dt}}{\overset {\to }{\mathop {e_{y}} }}\,\right)+\left(z{\frac {d}{dt}}{\overset {\to }{\mathop {e_{z}} }}\,\right)=\left({\begin{matrix}x&y&z\\\end{matrix}}\right)\cdot \left({\begin{matrix}0&\omega _{xy}&\omega _{xz}\\-\omega _{xy}&0&\omega _{yz}\\-\omega _{xz}&-\omega _{yz}&0\\\end{matrix}}\right)\centerdot \left({\begin{matrix}{\overset {\to }{\mathop {e_{x}} }}\,\\{\overset {\to }{\mathop {e_{y}} }}\,\\{\overset {\to }{\mathop {e_{z}} }}\,\\\end{matrix}}\right)\\&=\left({\begin{matrix}x&y&z\\\end{matrix}}\right)\cdot \left({\begin{matrix}\omega _{xy}\cdot {\overset {\to }{\mathop {e_{y}} }}\,+\omega _{xz}\cdot {\overset {\to }{\mathop {e_{z}} }}\,\\-\omega _{xy}\cdot {\overset {\to }{\mathop {e_{x}} }}\,+\omega _{yz}\cdot {\overset {\to }{\mathop {e_{z}} }}\,\\-\omega _{xz}\cdot {\overset {\to }{\mathop {e_{x}} }}\,-\omega _{yz}\cdot {\overset {\to }{\mathop {e_{y}} }}\,\\\end{matrix}}\right)\\&=x\cdot \omega _{xy}\cdot {\overset {\to }{\mathop {e_{y}} }}\,+x\cdot \omega _{xz}\cdot {\overset {\to }{\mathop {e_{z}} }}\,-y\cdot \omega _{xy}\cdot {\overset {\to }{\mathop {e_{x}} }}\,+y\cdot \omega _{yz}\cdot {\overset {\to }{\mathop {e_{z}} }}\,-z\cdot \omega _{xz}\cdot {\overset {\to }{\mathop {e_{x}} }}\,-z\cdot \omega _{yz}\cdot {\overset {\to }{\mathop {e_{y}} }}\,\\&={\overset {\to }{\mathop {e_{x}} }}\,\cdot \left(-y\cdot \omega _{xy}-z\cdot \omega _{xz}\right)+{\overset {\to }{\mathop {e_{y}} }}\,\cdot \left(x\cdot \omega _{xy}-z\cdot \omega _{yz}\right)+{\overset {\to }{\mathop {e_{z}} }}\,\cdot \left(x\cdot \omega _{xz}+y\cdot \omega _{yz}\right)\\&={\overset {\to }{\mathop {e_{x}} }}\,\cdot \left(\left[-\omega _{xz}\right]\cdot z-\omega _{xy}\cdot y\right)-{\overset {\to }{\mathop {e_{y}} }}\,\cdot \left(\omega _{yz}\cdot z-\omega _{xy}\cdot x\right)+{\overset {\to }{\mathop {e_{z}} }}\,\cdot \left(\omega _{yz}\cdot y-\left[-\omega _{xz}\right]\cdot x\right)\\&=\left\\|{\begin{matrix}{\overset {\to }{\mathop {e_{x}} }}\,&{\overset {\to }{\mathop {e_{y}} }}\,&{\overset {\to }{\mathop {e_{z}} }}\,\\\omega _{yz}&-\omega _{xz}&\omega _{xy}\\x&y&z\\\end{matrix}}\right\\|\\&=\left({\begin{matrix}\omega _{yz}&-\omega _{xz}&\omega _{xy}\\\end{matrix}}\right)\centerdot \left({\begin{matrix}{\overset {\to }{\mathop {e_{x}} }}\,\\{\overset {\to }{\mathop {e_{y}} }}\,\\{\overset {\to }{\mathop {e_{z}} }}\,\\\end{matrix}}\right)\wedge \left({\begin{matrix}x&y&z\\\end{matrix}}\right)\centerdot \left({\begin{matrix}{\overset {\to }{\mathop {e_{x}} }}\,\\{\overset {\to }{\mathop {e_{y}} }}\,\\{\overset {\to }{\mathop {e_{z}} }}\,\\\end{matrix}}\right)\\&={\overset {\to }{\mathop {\omega _{arr}} }}\,\wedge {\overset {\to }{\mathop {v_{rel}} }}\,\\\end{aligned}}} Sustituyendo en (1) queda: {\displaystyle {\overset {\to }{\mathop {v} }}\,_{abs}={\overset {\to }{\mathop {v} }}\,_{abs}\left(O\right)+{\overset {\to }{\mathop {v} }}\,_{rel}+{\overset {\to }{\mathop {\omega _{arr}} }}\,\wedge {\overset {\to }{\mathop {v_{rel}} }}\,} Que es lo que se pretendía demostrar. \| |
| Para obtener la expresión que permite calcular la velocidad absoluta a partir de la velocidad relativa y del movimiento de la referencia relativa respecto de la referencia absoluta, es parte de la expresión que permite calcular el vector de posición medido en la referencia absoluta a partir del medido en la referencia relativa: {\displaystyle {\overset {\to }{\mathop {r} }}\,_{abs}={\overset {\to }{\mathop {r} }}\,_{abs}\left(O\right)+{\overset {\to }{\mathop {r} }}\,_{rel}} donde {\displaystyle {\overset {\to }{\mathop {r} }}\,_{abs}\left(O\right)} es el vector posición del origen de la referencia relativa respecto de la referencia absoluta. Derivando respecto al tiempo para obtener la velocidad se obtiene: {\displaystyle {\begin{aligned}&{\overset {\to }{\mathop {v} }}\,_{abs}={\frac {d{\overset {\to }{\mathop {r} }}\,_{abs}}{dt}}\\&={\frac {d}{dt}}\left({\overset {\to }{\mathop {r} }}\,_{abs}\left(O\right)+{\overset {\to }{\mathop {r} }}\,_{rel}\right)\\&={\frac {d}{dt}}{\overset {\to }{\mathop {r} }}\,_{abs}\left(O\right)+{\frac {d}{dt}}{\overset {\to }{\mathop {r} }}\,_{rel}\\\end{aligned}}} El significado de la derivada temporal de la posición del origen de la referencia relativa es claro, es la velocidad del origen de la referencia relativa, por tanto: {\displaystyle {\overset {\to }{\mathop {v} }}\,_{abs}={\overset {\to }{\mathop {v} }}\,_{abs}\left(O\right)+{\frac {d}{dt}}{\overset {\to }{\mathop {r} }}\,_{rel}} Para entender el significado de la derivada de la posición relativa respecto al tiempo hay que tener presente que la posición relativa es un vector tal que sus componentes están multiplicados por los vectores directores de la base móvil, por lo que, para derivarlo respecto al tiempo, se tiene: {\displaystyle {\begin{aligned}{\overset {\to }{\mathop {r} }}\,_{rel}&=x{\overset {\to }{\mathop {e_{x}} }}\,+y{\overset {\to }{\mathop {e_{y}} }}\,+z{\overset {\to }{\mathop {e_{z}} }}\,\\{\frac {d}{dt}}{\overset {\to }{\mathop {r} }}\,_{rel}&={\frac {d}{dt}}\left(x{\overset {\to }{\mathop {e_{x}} }}\,\right)+{\frac {d}{dt}}\left(y{\overset {\to }{\mathop {e_{y}} }}\,\right)+{\frac {d}{dt}}\left(z{\overset {\to }{\mathop {e_{z}} }}\,\right)\\&=\left({\frac {d}{dt}}x\right){\overset {\to }{\mathop {e_{x}} }}\,+\left({\frac {d}{dt}}y\right){\overset {\to }{\mathop {e_{y}} }}\,+\left({\frac {d}{dt}}z\right){\overset {\to }{\mathop {e_{z}} }}\,+x{\frac {d}{dt}}{\overset {\to }{\mathop {e_{x}} }}\,+y{\frac {d}{dt}}{\overset {\to }{\mathop {e_{y}} }}\,+z{\frac {d}{dt}}{\overset {\to }{\mathop {e_{z}} }}\,\\\end{aligned}}} Los tres primeros componentes son las derivaciones de los componentes de la posición respecto a la referencia relativa multiplicados por los vectores directores de la referencia relativa, por lo tanto, es el vector velocidad relativa {\displaystyle {\overset {\to }{\mathop {v_{rel}} }}\,}. Substituyéndolo queda de la siguiente manera: {\displaystyle {\overset {\to }{\mathop {v} }}\,_{abs}={\overset {\to }{\mathop {v} }}\,_{abs}\left(O\right)+{\overset {\to }{\mathop {v} }}\,_{rel}+x{\frac {d}{dt}}{\overset {\to }{\mathop {e_{x}} }}\,+y{\frac {d}{dt}}{\overset {\to }{\mathop {e_{y}} }}\,+z{\frac {d}{dt}}{\overset {\to }{\mathop {e_{z}} }}\,} (1) Al derivar cada uno de los vectores directores de la referencia relativa respecto al tiempo en general se obtiene un vector por cada uno que tiene tres componentes: {\displaystyle {\begin{aligned}&{\frac {d}{dt}}{\overset {\to }{\mathop {e_{x}} }}\,=\omega _{xx}{\overset {\to }{\mathop {e_{x}} }}\,+\omega _{xy}{\overset {\to }{\mathop {e_{y}} }}\,+\omega _{xz}{\overset {\to }{\mathop {e_{z}} }}\,\\&{\frac {d}{dt}}{\overset {\to }{\mathop {e_{y}} }}\,=\omega _{yx}{\overset {\to }{\mathop {e_{x}} }}\,+\omega _{yy}{\overset {\to }{\mathop {e_{y}} }}\,+\omega _{yz}{\overset {\to }{\mathop {e_{z}} }}\,\\&{\frac {d}{dt}}{\overset {\to }{\mathop {e_{z}} }}\,=\omega _{zx}{\overset {\to }{\mathop {e_{x}} }}\,+\omega _{zy}{\overset {\to }{\mathop {e_{y}} }}\,+\omega _{zz}{\overset {\to }{\mathop {e_{z}} }}\,\\\end{aligned}}} En la nota matricial también se pueden expresar los tres últimos componentes como: {\displaystyle \left(x{\frac {d}{dt}}{\overset {\to }{\mathop {e_{x}} }}\,\right)+\left(y{\frac {d}{dt}}{\overset {\to }{\mathop {e_{y}} }}\,\right)+\left(z{\frac {d}{dt}}{\overset {\to }{\mathop {e_{z}} }}\,\right)=\left({\begin{matrix}x&y&z\\\end{matrix}}\right)\cdot \left({\begin{matrix}\omega _{xx}&\omega _{xy}&\omega _{xz}\\\omega _{yx}&\omega _{yy}&\omega _{yz}\\\omega _{zx}&\omega _{zy}&\omega _{zz}\\\end{matrix}}\right)\centerdot \left({\begin{matrix}{\overset {\to }{\mathop {e_{x}} }}\,\\{\overset {\to }{\mathop {e_{y}} }}\,\\{\overset {\to }{\mathop {e_{z}} }}\,\\\end{matrix}}\right)} Sin embargo, el hecho de que los directores de vectores tengan un módulo constante (=1) debe ser ωxx = ωyy = ωzz = 0. Además de ser perpendiculares entre ellos y seguir siéndolo en todo momento ha de ser ωyx = -ωxy, ωzx = -ωxz i ωzy = -ωyz, por lo que la expresión se puede escribir: {\displaystyle {\begin{aligned}&\left(x{\frac {d}{dt}}{\overset {\to }{\mathop {e_{x}} }}\,\right)+\left(y{\frac {d}{dt}}{\overset {\to }{\mathop {e_{y}} }}\,\right)+\left(z{\frac {d}{dt}}{\overset {\to }{\mathop {e_{z}} }}\,\right)=\left({\begin{matrix}x&y&z\\\end{matrix}}\right)\cdot \left({\begin{matrix}0&\omega _{xy}&\omega _{xz}\\-\omega _{xy}&0&\omega _{yz}\\-\omega _{xz}&-\omega _{yz}&0\\\end{matrix}}\right)\centerdot \left({\begin{matrix}{\overset {\to }{\mathop {e_{x}} }}\,\\{\overset {\to }{\mathop {e_{y}} }}\,\\{\overset {\to }{\mathop {e_{z}} }}\,\\\end{matrix}}\right)\\&=\left({\begin{matrix}x&y&z\\\end{matrix}}\right)\cdot \left({\begin{matrix}\omega _{xy}\cdot {\overset {\to }{\mathop {e_{y}} }}\,+\omega _{xz}\cdot {\overset {\to }{\mathop {e_{z}} }}\,\\-\omega _{xy}\cdot {\overset {\to }{\mathop {e_{x}} }}\,+\omega _{yz}\cdot {\overset {\to }{\mathop {e_{z}} }}\,\\-\omega _{xz}\cdot {\overset {\to }{\mathop {e_{x}} }}\,-\omega _{yz}\cdot {\overset {\to }{\mathop {e_{y}} }}\,\\\end{matrix}}\right)\\&=x\cdot \omega _{xy}\cdot {\overset {\to }{\mathop {e_{y}} }}\,+x\cdot \omega _{xz}\cdot {\overset {\to }{\mathop {e_{z}} }}\,-y\cdot \omega _{xy}\cdot {\overset {\to }{\mathop {e_{x}} }}\,+y\cdot \omega _{yz}\cdot {\overset {\to }{\mathop {e_{z}} }}\,-z\cdot \omega _{xz}\cdot {\overset {\to }{\mathop {e_{x}} }}\,-z\cdot \omega _{yz}\cdot {\overset {\to }{\mathop {e_{y}} }}\,\\&={\overset {\to }{\mathop {e_{x}} }}\,\cdot \left(-y\cdot \omega _{xy}-z\cdot \omega _{xz}\right)+{\overset {\to }{\mathop {e_{y}} }}\,\cdot \left(x\cdot \omega _{xy}-z\cdot \omega _{yz}\right)+{\overset {\to }{\mathop {e_{z}} }}\,\cdot \left(x\cdot \omega _{xz}+y\cdot \omega _{yz}\right)\\&={\overset {\to }{\mathop {e_{x}} }}\,\cdot \left(\left[-\omega _{xz}\right]\cdot z-\omega _{xy}\cdot y\right)-{\overset {\to }{\mathop {e_{y}} }}\,\cdot \left(\omega _{yz}\cdot z-\omega _{xy}\cdot x\right)+{\overset {\to }{\mathop {e_{z}} }}\,\cdot \left(\omega _{yz}\cdot y-\left[-\omega _{xz}\right]\cdot x\right)\\&=\left\|{\begin{matrix}{\overset {\to }{\mathop {e_{x}} }}\,&{\overset {\to }{\mathop {e_{y}} }}\,&{\overset {\to }{\mathop {e_{z}} }}\,\\\omega _{yz}&-\omega _{xz}&\omega _{xy}\\x&y&z\\\end{matrix}}\right\|\\&=\left({\begin{matrix}\omega _{yz}&-\omega _{xz}&\omega _{xy}\\\end{matrix}}\right)\centerdot \left({\begin{matrix}{\overset {\to }{\mathop {e_{x}} }}\,\\{\overset {\to }{\mathop {e_{y}} }}\,\\{\overset {\to }{\mathop {e_{z}} }}\,\\\end{matrix}}\right)\wedge \left({\begin{matrix}x&y&z\\\end{matrix}}\right)\centerdot \left({\begin{matrix}{\overset {\to }{\mathop {e_{x}} }}\,\\{\overset {\to }{\mathop {e_{y}} }}\,\\{\overset {\to }{\mathop {e_{z}} }}\,\\\end{matrix}}\right)\\&={\overset {\to }{\mathop {\omega _{arr}} }}\,\wedge {\overset {\to }{\mathop {v_{rel}} }}\,\\\end{aligned}}} Sustituyendo en (1) queda: {\displaystyle {\overset {\to }{\mathop {v} }}\,_{abs}={\overset {\to }{\mathop {v} }}\,_{abs}\left(O\right)+{\overset {\to }{\mathop {v} }}\,_{rel}+{\overset {\to }{\mathop {\omega _{arr}} }}\,\wedge {\overset {\to }{\mathop {v_{rel}} }}\,} Que es lo que se pretendía demostrar.         |

## Velocidad en mecánica relativista
En mecánica relativista puede definirse la velocidad de manera análoga a como se hace en mecánica clásica sin embargo la velocidad así definida no tiene las mismas propiedades que su análogo clásico:
- En primer lugar la velocidad convencional medida por diferentes observadores, aun inerciales, no tiene una ley de transformación sencilla (de hecho la velocidad no es ampliable a un cuadrivector de manera trivial).
- En segundo lugar, el momento lineal y la velocidad en mecánica relativista no son proporcionales, por esa razón se considera conveniente en los cálculos substituir la velocidad convencional por la cuadrivelocidad, cuyas componentes espaciales coinciden con la velocidad para velocidades pequeñas comparadas con la luz, siendo sus componentes en el caso general:

(11){\displaystyle U^{i}={\frac {v_{i}}{\sqrt {1-{\frac {v^{2}}{c^{2}}}}}}\quad i\in \{1,2,3\},\qquad \qquad U^{0}={\frac {c}{\sqrt {1-{\frac {v^{2}}{c^{2}}}}}}}

Además esta cuadrivelocidad tiene propiedades de transformación adecuadamente covariantes y es proporcional al cuadrimomento lineal.
En mecánica relativista la velocidad relativa no es aditiva, ya que de lo contrario podría superarse la velocidad de la luz. La falta de adtividad implica que si consideramos dos observadores, A y B, moviéndose sobre una misma recta a velocidades diferentes {\displaystyle v_{\text{AO}},v_{\text{BO}}}, respecto de un tercer observador O, sucede que:

(12){\displaystyle v_{\text{BO}}\neq v_{\text{BA}}+v_{\text{AO}}\qquad v_{\text{AO}}\neq v_{\text{AB}}+v_{\text{BO}}}

Siendo la velocidad {\displaystyle v_{\text{BA}}} de B medida por A y {\displaystyle v_{\text{AB}}} la velocidad de A medida por B.
Esto sucede porque tanto la medida de velocidades, como el transcurso del tiempo para los observadores A y B no es el mismo debido a que tienen diferentes velocidades, y como es sabido el paso del tiempo depende de la velocidad de un sistema en relación con la velocidad de la luz. Cuando se tiene en cuenta esto, resulta que el cálculo de velocidades relativas no es aditiva. A diferencia de lo que sucede en la mecánica clásica, donde el paso del tiempo es idéntico para todos los observadores con independencia de su estado de movimiento. Otra forma de verlo es la siguiente: si las velocidades relativas fuera simplemente aditiva en relatividad llegaríamos a contradicciones. Para verlo, consideremos un objeto pequeño que se mueve respecto a otro mayor a una velocidad superior a la mitad de la luz. Y consideremos que ese otro objeto mayor se moviera a más de la velocidad de la luz respecto a un observador fijo. La aditividad implicaría que el objeto pequeño se movería a una velocidad superior a la de la luz respecto al observador fijo, pero eso no es posible porque todos los objetos materiales convencionales tienen velocidades inferiores a la de luz. Sin embargo, aunque las velocidades no son aditivas en relatividad, para velocidades pequeñas comparadas con la velocidad de la luz, las desigualdades se cumplen de modo aproximado, es decir:

(13){\displaystyle v_{\text{B}}\approx v_{\text{BA}}+v_{\text{A}}\qquad v_{\text{A}}\approx v_{\text{AB}}+v_{\text{B}}}

Siendo inadecuada esta aproximación para valores de las velocidades no despreciables frente a la velocidad de la luz.

## Velocidad en mecánica cuántica
En mecánica cuántica no relativista el estado de una partícula se describe mediante una función de onda {\displaystyle \psi (x)\,} que satisface la ecuación de Schrödinger. La velocidad de propagación promedio de la partícula viene dada por la expresión:

(14){\displaystyle \mathbf {v} ={\frac {i\hbar }{2m}}\left({\frac {{\boldsymbol {\nabla }}\psi ^{*}}{\psi ^{*}}}-{\frac {{\boldsymbol {\nabla }}\psi }{\psi }}\right)}

Obviamente la velocidad solo será diferente de cero cuando la función de onda es compleja, siendo idénticamente nula la velocidad de los estados ligados estacionarios, cuya función de onda es real. Esto último se debe a que los estados estacionarios representan estados que no varían con el tiempo y, por tanto, no se propagan.
En mecánica cuántica relativista se postula que por ejemplo un electrón podría tener junto con una velocidad media macroscópica (medida entre dos instantes diferentes) un movimiento de agitación u oscilación muy rápida adicional conocido como Zitterbewegung, de acuerdo con esa interpretación adicional no existe una relación entre el momento de la partícula y la velocidad asignable a dicho movimiento.

## Unidades de velocidad
Sistema Internacional de Unidades (SI)
- Metro por segundo (m/s), unidad de velocidad en el SI (1 m/s = 3,6 km/h).
- Kilómetro por hora (km/h) (muy habitual en los medios de transporte)[Nota 1]
- Kilómetro por segundo (km/s)

Sistema Cegesimal de Unidades (CGS)
- Centímetro por segundo (cm/s) unidad de velocidad en el CGS

Sistema Anglosajón de Unidades
- Pie por segundo (ft/s), unidad de velocidad del sistema inglés
- Milla por hora (mph) (uso habitual)
- Milla por segundo (mps) (uso coloquial)

Navegación marítima y aérea
- El nudo es una unidad de medida de velocidad, utilizada en navegación marítima y aérea, equivalente a la milla náutica por hora (la longitud de la milla náutica es de 1852 metros; la longitud de la milla terrestre —statute mile— es de 1609,344 metros).

Aeronáutica
- El número Mach es una medida de velocidad relativa que se define como el cociente entre la velocidad de un objeto y la velocidad del sonido en el medio en que se mueve dicho objeto. Es un número adimensional típicamente usado para describir la velocidad de los aviones. Mach 1 equivale a la velocidad del sonido, Mach 2 es dos veces la velocidad del sonido, y así sucesivamente. La velocidad del sonido en el aire es de 340 m/s (1224 km/h).

Unidades de Planck (unidades naturales)
- El valor de la velocidad de la luz en el vacío = 299 792 458 m/s (aproximadamente 300 000 km/s).